# Kastal Dżund
Kastal Dżund (arab. قسطل جند) – wieś w Syrii, w muhafazie muhafazie Aleppo. W 2004 roku liczyła 645 mieszkańców.